# パトリック・マコー
パトリック・アンドリュー・マコー  (Patrick Andrew McCaw , 1995年10月25日 - )は、アメリカ合衆国・ミズーリ州セントルイス出身のバスケットボール選手。デラウェア・ブルーコーツ所属。ポジションはSF/SG。

## 経歴

### プロ入り前
セントルイスの地元の高校から、最終学年にケビン・デュラントなどを輩出したメリーランド州のモントロス・クリスチャン高校に転校したマコーは、シーズン20勝5敗の好成績に導き、注目を集める。大学はネバダ大学ラスベガス校に進学。2年間プレーし平均12,2得点 4.2リバウンド 3.3アシスト 1.98スティールを記録。2年生時の2015-16しには平均14.4得点 5.2リバウンド 3.9アシスト 2.48スティールを記録し、マウンテン・ウェスト・カンファレンスの2ndチームとオールディフェンシブチームに選出された。

### NBAキャリア
マコーは2年間同大学でプレーした後2016年のNBAドラフトにアーリーエントリーを表明。ドラフトでは38位でミルウォーキー・バックスから指名されたが、学生時代からマコーに注目していたというゴールデンステート・ウォリアーズの重役ジェリー・ウェストがマコーを獲得するようにフロント陣に要請し、2万4千ドルの現金と引き換えにトレードでマコーとの交渉権を獲得。NBAサマーリーグを経て7月に正式にウォリアーズと契約した。
2016-17シーズン開幕戦のサンアントニオ・スパーズ戦でNBA初出場。2017年1月10日のマイアミ・ヒート戦で初の先発出場を果たし、107-95での勝利に貢献。ケビン・デュラントが左膝の負傷で戦線離脱した2月以降は先発で起用され、13日のデンバー・ナゲッツ戦では19得点を記録した。その後もベンチプレーヤーとして経験を積み、プロ1年目ながらNBAチャンピオンを経験。更に2017-18シーズンも優勝を経験した。
2018年夏、制限付き[FAとなったマコーは、ウォリアーズからの2年400万ドル(無保証)のオファーを断り、クリーブランド・キャバリアーズから提示された1年300万ドルのオファーシートにサイン。ウォリアーズはマッチングをせずにキャバリアーズへの移籍が決定。しかし、左膝の負傷に悩まされ、2019年1月7日に解雇された。
2019年1月10日、トロント・ラプターズと契約。ラプターズでもNBAチャンピオンを経験し、3年連続で優勝を経験した。
3年連続、しかも異なるチームでNBAチャンピオンを経験という強運の持ち主だったマコーだったが、ラプターズでも自身の地位を築くまでには至らず、2021年4月8日に解雇。以降は無所属が続いていだが、2022年2月にデラウェア・ブルーコーツと契約し、復活を目指すことになった。

## その他
- 2017年、2018年はウォリアーズで、2019年はラプターズでNBAチャンピオンとなっており、現役選手の中で3年連続で優勝を経験した唯一の選手である[11]。